# Hastra-Hochhaus

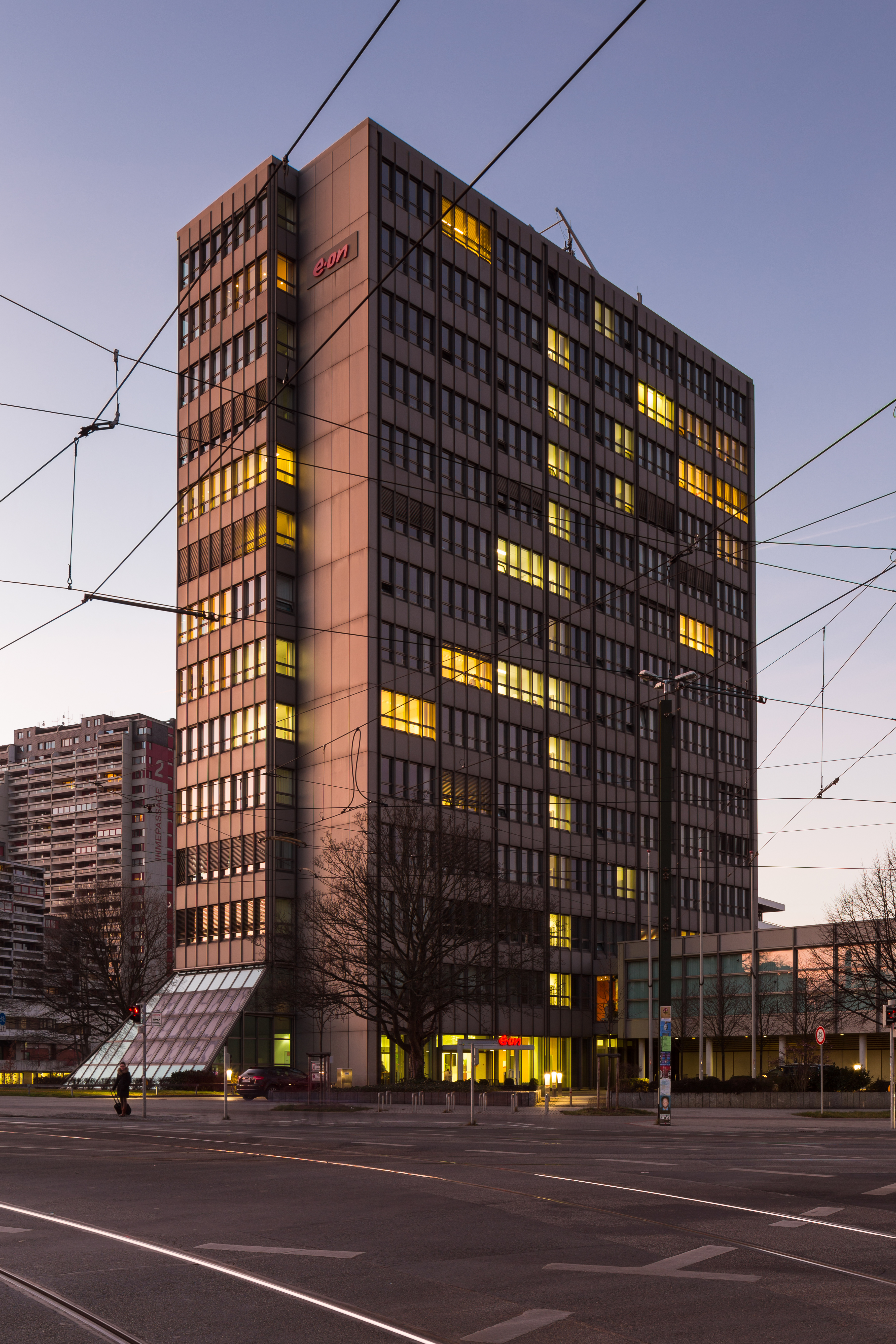
Das Hastra-Hochhaus an der Humboldtstraße Ecke Gustav-Bratke-Allee; im Hintergrund das Ihmezentrum

Das Hastra-Hochhaus ist ein Bürogebäude in Hannover. Es ist Teil des Verwaltungsgebäude-Komplexes der ehemaligen Hannover-Braunschweigischen Stromversorgungs AG, kurz Hastra. Der Komplex mit dem Hochhaus findet sich unter der Adresse Humboldtstraße 33 im hannoverschen Stadtteil Calenberger Neustadt.

## Geschichte und Beschreibung
Das Gebäude wurde im Jahr 1960 nach Plänen der Architekten Otto Dellemann, Georg Seewald und Gustav Wulff errichtet.
Im Folgejahr 1961 verlegte die Hastra ihren Hauptsitz von der Marienstraße 34/36 in das neue Gebäude an der Humboldtstraße, an der sie bis 1999 firmierte. Anfang des 21. Jahrhunderts wurde die Adresse unter der Hausnummer 33 Sitz der E.ON IS GmbH. Derzeit (Stand September 2020) wird der Bau durch den Landesbetrieb IT.Niedersachsen und das Niedersächsische Landesamt für Bau und Liegenschaften genutzt.
Im benachbarten Gebäude Humboldtstraße 32 befand sich das Museum für Energiegeschichten. Aus Kostengründen wurde das Museum im Frühjahr 2021 geschlossen.